# Catherine McNally
Pour les articles homonymes, voir McNally.
Catherine McNally, dite Caty McNally, née le 20 novembre 2001 à Cincinnati, est une joueuse de tennis américaine, professionnelle depuis 2018.
Elle a atteint par deux fois la finale de l'US Open en double en 2021 et 2022.

## Biographie
Caty McNally est née à Cincinnati en 2001. Elle est la fille de John McNally Sr. et Lynn Nabors-McNally, une ancienne joueuse de tennis, brièvement professionnelle au début des années 1990. Son frère John Jr., membre de l'Ohio State pendant quatre ans, a été joueur professionnel jusqu'en 2022. Elle est entraînée depuis ses débuts par sa mère ainsi que par Kevin O’Neill.

## Carrière

### Junior
Active sur le circuit ITF Junior entre 2015 et 2018, Caty McNally obtient ses premiers résultats significatifs en 2016 lorsqu'elle atteint la finale en double du tournoi de Wimbledon avec la Géorgienne Mariam Bolkvadze puis remporte l'Abierto Juvenil Mexicano avec l'Américaine Natasha Subhash.
Elle remporte avec l'équipe américaine la Fed Cup Junior en 2017 aux côtés de Whitney Osuigwe et Amanda Anisimova après avoir été finaliste l'année précédente, et parvient en quart de finale à Roland-Garros. Associée à Whitney Osuigwe en double, elle s'adjuge l'Easter Bowl, le Trofeo Bonfiglio ainsi l'Eddie Herr. Elles sont aussi finalistes à Wimbledon.
En 2018, elle se qualifie pour la finale des Internationaux de France après avoir renversé Iga Świątek en demi-finale en sauvant une balle de match (3-6, 7-66, 6-4). Elle s'incline sur le fil contre sa compatriote Coco Gauff (1-6, 6-3, 7-61). Cette dernière la bat le mois suivant en finale du tournoi sur gazon de Roehampton. Elle enchaîne avec un quart de finale à Wimbledon, battue par la Suissesse Leonie Küng. Son parcours à l'US Open s'arrête en revanche dès le 3e tour. Plus prolifique en double, elle s'impose une nouvelle fois à l'Easter Bowl, cette fois-ci avec Hailey Baptiste, puis remporte Roland-Garros avec Iga Świątek ainsi que l'US Open avec Coco Gauff. Elle dispute une troisième finale consécutive à Wimbledon mais s'incline à nouveau en étant associée à Whitney Osuigwe. Elle conclut la saison au 9e rang mondial et atteint pour meilleur classement une 6e place le 11 mars 2019.

### Professionnelle
Caty McNally s'adjuge en novembre 2018, deux mois après son dernier tournoi junior, l'ITF 25 000$ de Lawrence. Début février 2019, elle s'impose sur le prestigieux tournoi ITF de Midland contre Jessica Pegula. Elle atteint peu après le 3e tour à Indian Wells et se qualifie à Wimbledon pour son premier tournoi du Grand Chelem où elle s'incline contre Heather Watson. Demi-finaliste du tournoi WTA de Washington, elle y remporte son premier titre en double avec Coco Gauff. Lors de l'US Open, elle prend un set à la future finaliste Serena Williams au second tour (5-7, 6-3, 6-2). Avec Gauff, elle s'impose à Luxembourg en fin de saison.
En 2020, ses principaux résultats sont une qualification pour l'Open d'Australie où elle accède au second tour après une victoire sur Samantha Stosur et un 3e tour à l'US Open, battue par Elise Mertens. L'année suivante, elle se distingue particulièrement en double avec deux nouveaux titres et surtout une finale à l'US Open avec Coco Gauff. En simple, elle ne fait pas mieux qu'une demi-finale, atteinte à Midland en fin de saison. En 2022, elle manque trois balles de match contre la n°5 mondiale Ons Jabeur au deuxième tour du tournoi de Cincinnati. Lors de l'US Open, elle parvient de nouveau en finale du double dames. En octobre, elle est quart de finaliste à Ostrava, tournoi qu'elle remporte également en double avec Alycia Parks. Sa victoire acquise à Midland début novembre lui permet de faire enfin son entrée dans le top 100 après avoir tourné autour de cette place pendant trois ans. En février 2023, elle est demi-finaliste à Mérida. 
Elle parvient en finale de Paris Lagardère mi-mai 2023 après des victoires sur la Française ancienne Top 10 Kristina Mladenovic (6-4, 6-4), l'ancienne demi-finaliste de Roland Garros Tamara Zidanšek (7-6, 7-6), la Japonaise Nao Hibino sur abandon (6-2, 5-3) ainsi que sa compatriote Katie Volynets (6-1, 4-6, 6-2). Elle est contrainte de déclarer forfait en finale prévue contre la Française Diane Parry en raison d'une blessure.

## Palmarès

### Titres en double dames
| No | Date       | Nom et lieu du tournoi                        | Catégorie | Dotation  | Surface      | Partenaire      | Finalistes                       | Score             |          |
| -- | ---------- | --------------------------------------------- | --------- | --------- | ------------ | --------------- | -------------------------------- | ----------------- | -------- |
| 1  | 29-07-2019 | Citi Open Washington                          | Intern'l  | 226 750 $ | Dur (ext.)   | Coco Gauff      | Maria Sanchez Fanny Stollár      | 6-2, 6-2          | Parcours |
| 2  | 14-10-2019 | BGL BNP Paribas Luxembourg Open Luxembourg    | Intern'l  | 226 750 $ | Dur (int.)   | Coco Gauff      | Kaitlyn Christian Alexa Guarachi | 6-2, 6-2          | Parcours |
| 3  | 12-04-2021 | Musc Health Women's Open Charleston           | WTA 250   | 235 238 $ | Terre (ext.) | Hailey Baptiste | Ellen Perez Storm Sanders        | 6-7, 6-4, [10-6]  | Parcours |
| 4  | 16-05-2021 | Emilia-Romagna Open Parme                     | WTA 250   | 235 238 $ | Terre (ext.) | Coco Gauff      | Darija Jurak Andreja Klepač      | 6-3, 6-2          | Parcours |
| 5  | 07-02-2022 | St Petersburg Ladies Trophy Saint-Pétersbourg | WTA 500   | 703 580 $ | Dur (int.)   | Anna Kalinskaya | Alicja Rosolska Erin Routliffe   | 6-3, 65-7, [10-4] | Parcours |
| 6  | 03-10-2022 | Agel Open 2022 Ostrava                        | WTA 500   | 757 900 $ | Dur (int.)   | Alycia Parks    | Alicja Rosolska Erin Routliffe   | 6-3, 6-2          | Parcours |
| 7  | 20-02-2023 | Merida Open Akron Mérida                      | WTA 250   | 259 303 $ | Dur (ext.)   | Diane Parry     | Wang Xinyu Wu Fang-hsien         | 6-0, 7-5          | Parcours |
| 8  | 05-02-2024 | Transylvania Open Cluj-Napoca                 | WTA 250   | 267 082 $ | Dur (int.)   | Asia Muhammad   | Harriet Dart Tereza Mihalíková   | 6-3, 6-4          | Parcours |

### Finales en double dames
| No | Date       | Nom et lieu du tournoi | Catégorie | Dotation     | Surface    | Vainqueures                           | Partenaire      | Score             |          |
| -- | ---------- | ---------------------- | --------- | ------------ | ---------- | ------------------------------------- | --------------- | ----------------- | -------- |
| 1  | 30-08-2021 | US Open New York       | G. Chelem | 57 462 000 $ | Dur (ext.) | Samantha Stosur Zhang Shuai           | Coco Gauff      | 6-3, 3-6, 6-3     | Parcours |
| 2  | 01-08-2022 | Citi Open Washington   | WTA 250   | 251 750 $    | Dur (ext.) | Jessica Pegula Erin Routliffe         | Anna Kalinskaya | 6-3, 5-7, [12-10] | Parcours |
| 3  | 31-08-2022 | US Open New York       | G. Chelem | 27 915 200 $ | Dur (ext.) | Barbora Krejčíková Kateřina Siniaková | Taylor Townsend | 3-6, 7-5, 6-1     | Parcours |

### Titres en simple en WTA 125
| No | Date       | Nom et lieu du tournoi      | Catégorie | Dotation  | Surface      | Finaliste          | Score         |          |
| -- | ---------- | --------------------------- | --------- | --------- | ------------ | ------------------ | ------------- | -------- |
| 1  | 31-10-2022 | Dow Tennis Classic, Midland | WTA 125   | 115 000 $ | Dur (int.)   | Anna-Lena Friedsam | 6-3, 6-2      | Parcours |
| 2  | 07-07-2025 | Hall of Fame Open, Newport  | WTA 125   | 115 000 $ | Gazon (ext.) | Tatjana Maria      | 2-6, 6-4, 6-2 | Parcours |

### Finale en simple en WTA 125
| No | Date       | Nom et lieu du tournoi | Catégorie | Dotation  | Surface      | Vainqueure  | Score   |          |
| -- | ---------- | ---------------------- | --------- | --------- | ------------ | ----------- | ------- | -------- |
| 1  | 15-05-2023 | Trophée Clarins, Paris | WTA 125   | 115 000 $ | Terre (ext.) | Diane Parry | Forfait | Parcours |

### Finale en double en WTA 125
| No | Date       | Nom et lieu du tournoi                             | Catégorie | Dotation  | Surface    | Vainqueures                   | Partenaire     | Score    |          |
| -- | ---------- | -------------------------------------------------- | --------- | --------- | ---------- | ----------------------------- | -------------- | -------- | -------- |
| 1  | 02-03-2020 | Oracle Challenger Series Indian Wells Indian Wells | WTA 125   | 150 000 $ | Dur (ext.) | Asia Muhammad Taylor Townsend | Jessica Pegula | 6-4, 6-4 | Parcours |

## Parcours en Grand Chelem

### En simple dames
| Année | Open d'Australie | Open d'Australie | Internationaux de France | Internationaux de France | Wimbledon       | Wimbledon      | US Open         | US Open                |
| ----- | ---------------- | ---------------- | ------------------------ | ------------------------ | --------------- | -------------- | --------------- | ---------------------- |
| 2017  | —                | —                | —                        | —                        | —               | —              | Q2              | A.K. Schmiedlová       |
| 2018  | —                | —                | —                        | —                        | —               | —              | Q1              | Ekaterine Gorgodze     |
| 2019  | —                | —                | —                        | —                        | 1er tour (1/64) | Heather Watson | 2e tour (1/32)  | Serena Williams        |
| 2020  | 2e tour (1/32)   | Zhang Shuai      | Q2                       | Mayar Sherif             | Annulé          | Annulé         | 3e tour (1/16)  | Elise Mertens          |
| 2021  | Q2               | Harmony Tan      | Q1                       | Liang En-shuo            | Q2              | Katie Swan     | 1er tour (1/64) | Karolína Plíšková      |
| 2022  | Q2               | Yuan Yue         | Q1                       | F. Contreras Gómez       | —               | —              | Q2              | Elisabetta Cocciaretto |
| 2023  | 2e tour (1/32)   | Kateryna Baindl  | —                        | —                        | 1er tour (1/64) | Jodie Burrage  | —               | —                      |
|       |                  |                  |                          |                          |                 |                |                 |                        |
| 2025  | 1er tour (1/64)  | Varvara Gracheva |                          |                          | 2e tour (1/32)  | Iga Świątek    |                 |                        |

N.B. : à droite du résultat se trouve le nom de l'ultime adversaire.

### En double dames
| Année | Open d'Australie                                                                   | Open d'Australie                                                              | Internationaux de France | Internationaux de France                                                                 | Wimbledon                                                                        | Wimbledon                  | US Open                                                                             | US Open |
| ----- | ---------------------------------------------------------------------------------- | ----------------------------------------------------------------------------- | ------------------------ | ---------------------------------------------------------------------------------------- | -------------------------------------------------------------------------------- | -------------------------- | ----------------------------------------------------------------------------------- | ------- |
| 2018  | —                                                                                  | —                                                                             | —                        | —                                                                                        | —                                                                                | —                          | 1er tour (1/32) W. Osuigwe \|\| style="text-align:left;" \| M. Adamczak D. Krawczyk |         |
| 2019  | —                                                                                  | —                                                                             | —                        | —                                                                                        | —                                                                                | —                          | 1/8 de finale C. Gauff \|\| style="text-align:left;" \| V. Azarenka A. Barty        |         |
| 2020  | 1/4 de finale C. Gauff \|\| style="text-align:left;" \| T. Babos K. Mladenovic     | 1/8 de finale C. Gauff \|\| style="text-align:left;" \| A. Muhammad J. Pegula | Annulé                   | Annulé                                                                                   | 2e tour (1/16) C. Gauff \|\| style="text-align:left;" \| N. Melichar Xu Y.       |                            |                                                                                     |         |
| 2021  | 1/4 de finale C. Gauff \|\| style="text-align:left;" \| N. Melichar D. Schuurs     | —                                                                             | —                        | 1/8 de finale C. Gauff \|\| style="text-align:left;" \| V. Kudermetova E. Vesnina        | Finale C. Gauff                                                                  | S. Stosur Zhang S.         |                                                                                     |         |
| 2022  | 1er tour (1/32) C. Gauff \|\| style="text-align:left;" \| M. Kostyuk D. Yastremska | 1/8 de finale Zhang S. \|\| style="text-align:left;" \| M. Kostyuk E.G. Ruse  | —                        | —                                                                                        | Finale T. Townsend                                                               | B. Krejčíková K. Siniaková |                                                                                     |         |
| 2023  | —                                                                                  | —                                                                             | —                        | —                                                                                        | 1er tour (1/32) A. Krueger \|\| style="text-align:left;" \| C. Garcia L. Stefani | —                          | —                                                                                   |         |
|       |                                                                                    |                                                                               |                          |                                                                                          |                                                                                  |                            |                                                                                     |         |
| 2025  | 1er tour (1/32) H. Baptiste \|\| style="text-align:left;" \| T. Babos N. Melichar  | —                                                                             | —                        | 1er tour (1/32) H. Baptiste \|\| style="text-align:left;" \| B. Haddad Maia L. Siegemund |                                                                                  |                            |                                                                                     |         |

N.B. : le nom de la partenaire se trouve sous le résultat ; les noms des ultimes adversaires se trouvent à droite.

### En double mixte
| Année | Open d'Australie | Open d'Australie | Internationaux de France | Internationaux de France | Wimbledon                                                                   | Wimbledon | US Open                                                                      | US Open |
| ----- | ---------------- | ---------------- | ------------------------ | ------------------------ | --------------------------------------------------------------------------- | --------- | ---------------------------------------------------------------------------- | ------- |
| 2021  | —                | —                | —                        | —                        | 1er tour (1/32) Smith \|\| style="text-align:left;" \| Rodionova Vasilevski | —         | —                                                                            |         |
|       |                  |                  |                          |                          |                                                                             |           |                                                                              |         |
| 2025  | —                | —                | —                        | —                        | —                                                                           | —         | 1/4 de finale L. Musetti \|\| style="text-align:left;" \| I. Świątek C. Ruud |         |

N.B. : le nom de la partenaire se trouve sous le résultat ; les noms des ultimes adversaires se trouvent à droite.

## Parcours en «Premier» et WTA 1000
Les tournois WTA « Premier Mandatory » et « Premier 5 » (entre 2009 et 2020) et WTA 1000 (à partir de 2021) constituent les catégories d'épreuves les plus prestigieuses, après les quatre levées du Grand Chelem. 

De 2009 à 2023, les tournois Premier Mandatory (dits tournois WTA 1000 obligatoires entre 2021 et 2023) regroupent Indian Wells, Miami, Madrid et Pékin, les autres constituant les tournois Premier 5 (tournois WTA 1000 non-obligatoires). À partir de 2024, le nombre de tournois WTA 1000 passe à 10 par saison (fin de l’alternance Doha / Dubaï), ces derniers devenant tous obligatoires et offrant tous 1000 points à la vainqueure (contre 900 points précédemment pour les tournois Premier 5).

### En simple dames
| Année |       |              |         |                             |                           |                         |                            |                        |                               |                 |  |        |
| Doha  | Dubaï | Indian Wells | Miami   | Madrid                      | Rome                      | Canada                  | Cincinnati                 | Pékin                  |                               | Wuhan           |  |        |
| Doha  | Dubaï | Indian Wells | Miami   | Madrid                      | Rome                      | Canada                  | Cincinnati                 | Pékin                  | Guadalajara                   |                 |  |        |
| Doha  | Dubaï | Indian Wells | Miami   | Madrid                      | Rome                      | Canada                  | Cincinnati                 | Pékin                  |                               |                 |  |        |
| 2019  |       | WTA 500      |         | 1er tour (1/64) B. Pera     | 1er tour (1/64) C. Gauff  |                         |                            |                        | 1er tour (1/32) E. Mertens    |                 |  |        |
| 2020  |       |              | WTA 500 | Annulé                      | Annulé                    | Annulé                  |                            | Annulé                 | 1er tour (1/32) A. Cornet     | Annulé          |  | Annulé |
| 2021  |       | WTA 500      |         |                             |                           |                         |                            |                        | 1er tour (1/32) D. Yastremska | Annulé          |  | Annulé |
| 2022  |       |              | WTA 500 | 1er tour (1/64) A. Riske    |                           |                         |                            |                        | 2e tour (1/16) O. Jabeur      | Hors calendrier |  |        |
| 2023  |       | WTA 500      |         | 1er tour (1/64) E. Navarro  |                           | 2e tour (1/32) Zheng Q. | 2e tour (1/32) M. Bouzková |                        |                               |                 |  |        |
|       |       |              |         |                             |                           |                         |                            |                        |                               |                 |  |        |
| 2025  |       |              |         | 2e tour (1/32) L. Samsonova | 1er tour (1/64) V. Tomova |                         |                            | 3e tour (1/16) M. Keys | 2e tour (1/32) M. Kessler     |                 |  |        |

Sous le résultat, l’ultime adversaire.
1. 1 2   Les tournois de Doha et Dubaï alternent le statut de tournoi WTA 1000 (ex Premier 5) entre 2009 et 2023 : les trois premières éditions ont lieu à Dubaï, les trois suivantes à Doha, puis Dubaï accueille le tournoi de cette catégorie les années impaires et Dubaï les années paires. De 2011 à 2023, la ville qui n’accueille pas de WTA 1000 organise à la place un tournoi WTA 500 (ex Premier).
2. 1 2 3 4 5 6 7   L’ordre de déroulement des tournois a évolué depuis 2009 : Rome se dispute avant Madrid et Cincinnati avant Montréal/Toronto jusqu’en 2010, tandis que Tokyo (2009-2013)-Wuhan (2014-2019, 2024-)-Guadalajara (2022-2023) ont lieu avant Pékin jusqu’en 2023.
3. 1 2 3 4 5 6 7 8  Du fait de la pandémie de Covid-19, les tournois d’Indian Wells, de Miami, de Madrid, du Canada, de Wuhan et de Pékin sont annulés en 2020. Ces deux derniers le sont également en 2021. Pour des raisons d’organisation, le tournoi de Cincinnati 2020 a exceptionnellement lieu à Flushing Meadows à New York.
4. ↑  Le 1er décembre 2021, le président de la WTA, Steve Simon, annonce que tous les tournois prévus en Chine et à Hong Kong sont suspendus à partir de 2022, en raison de préoccupations concernant la sécurité et le bien-être de la joueuse de tennis chinoise Peng Shuai après ses allégations de relations sexuelles non-consenties avec Zhang Gaoli, membre de haut rang du Parti communiste chinois. Le tournoi de Pékin revient en 2023. Le tournoi de Guadalajara remplace celui de Wuhan pendant deux ans, ce dernier réapparaissant en 2024.

## Classements WTA en fin de saison
| Année          | 2017 | 2018 | 2019 | 2020 | 2021 | 2022 | 2023 | 2024 |
| Rang en simple | 724  | 682  | 117  | 121  | 139  | 94   | 144  | 817  |
| Rang en double | 1048 | 319  | 71   | 42   | 20   | 21   | 124  | 309  |

Source : (en) Classements de Catherine McNally sur le site officiel de la Fédération internationale de tennis